# Паяч, Марко
Марко Паяч (хорв. Marko Pajač, род. 11 мая 1993 года, Загреб, Хорватия) — хорватский футболист, полузащитник итальянского клуба «Дженоа», выступающий на правах аренды за «Реджану».

## Клубная карьера
Воспитанник «Зелина», с которой в 2006 году попал в академию «Вараждина».
Во взрослом футболе дебютировал в 2011 году выступлениями за основную команду «Вараждина», в которой провел один сезон, приняв участие лишь в 10 матчах чемпионата. В том же сезоне он дебютировал в еврокубках, сыграв последние 25 минут игры в квалификации Лиги Европы против андоррского «Лузитанос» (5: 1) 30 июня 2011.
После того, как «Вараждин» вылетел из высшего дивизиона по итогам сезона 2011/12, Марко Паяч подписал пятилетний контракт с «Локомотивой» в июне 2012 года, который сразу же отдал игрока в аренду на сезон в «Сесвете» с другого хорватского дивизиона, где Марко провел 24 матчей, забив 5 мячей. С лета 2013 года стало играть за «Локомотив», но основным игроком не был.
29 августа 2014 Паяч подписал трёхлетний контракт с венгерским клубом «Видеотон». Однако в клубе с Секешфехервар Паяч выступал исключительно в кубковых соревнованиях — Кубке Венгрии и Кубке Лиги, а в начале сезона 2014/15 сыграл в квалификации Лиги чемпионов против валлийского «Нью-Сейнтс».
В августе 2015 перешел в словенский «Целье», где провел следующий сезон, сыграв в 19 матчах чемпионата, в которых забил 4 гола.
1 июля 2016 подписал трёхлетний контракт с итальянским «Кальяри». 21 августа дебютировал в Серии А в матче против «Дженоа» (1: 3), выйдя во втором тайме вместо Марко Капуано. Однако ещё до конца трансферного окна Паяч был отдан в аренду «Беневенто» с Серии B, где футболист сыграл в 16 матчах, забил один гол и помог команде впервые в истории пробиться в Серию А.
В январе 2019 года Паяч отправился в аренду в «Эмполи».

## Выступления за сборную
В 2011 году дебютировал в составе сборной Хорватии до 18 лет, в составе которой в следующем году поехал на юношеский чемпионат Европы (U-19) 2012 года, где сыграл в двух матчах и занял с командой третье место в группе и квалифицировался на молодежный чемпионат мира 2013 года. На молодёжном «мундиале» Марко Паяч также сыграл в двух матчах и вышел с командой в 1/8 финала.

## Статистика выступлений

### Статистика клубных выступлений
| Сезон                 | Команда               | Чемпионат             | Чемпионат | Чемпионат | Национальный кубок | Национальный кубок | Национальный кубок | Континентальные кубки | Континентальные кубки | Континентальные кубки | Другие соревнования | Другие соревнования | Другие соревнования | Всего | Всего | Всего |
| Сезон                 | Команда               | Лига                  | Игр       | Голов     | Лига               | Игр                | Голов              | Лига                  | Игр                   | Голов                 | Лига                | Игр                 | Голов               | Игр   | Голов |       |
| --------------------- | --------------------- | --------------------- | --------- | --------- | ------------------ | ------------------ | ------------------ | --------------------- | --------------------- | --------------------- | ------------------- | ------------------- | ------------------- | ----- | ----- | ----- |
| 2011-12               | «Вараждин»            | 1Л                    | 10        | 0         | КХ                 | 0                  | 0                  | ЛЕ                    | 1                     | 0                     |                     | -                   | -                   | 11    | 0     |       |
| 2012-13               | «Сесвете»             | 2Л                    | 24        | 5         | КХ                 | 0                  | 0                  | -                     | -                     | -                     |                     | -                   | -                   | 24    | 5     |       |
| 2013-14               | «Локомотива»          | 1Л                    | 14        | 0         | КХ                 | 0                  | 0                  | ЛЕ                    | 0                     | 0                     | -                   | -                   | -                   | 14    | 0     |       |
| 2014-15               | «Локомотива»          | 1Л                    | 4         | 1         | КХ                 | -                  | -                  | -                     | -                     | -                     | -                   | -                   | -                   | 4     | 1     |       |
| Всего за «Локомотиву» | Всего за «Локомотиву» | Всего за «Локомотиву» | 18        | 1         |                    | 0                  | 0                  |                       | 0                     | 0                     |                     | -                   | -                   | 18    | 1     |       |
| 2014-15               | «Видеотон»            | НБИ                   | 0         | 0         | КУ+КЛ              | 2+2                | 2+0                | -                     | -                     | -                     | -                   | -                   | -                   | 4     | 2     |       |
| 2015-16               | «Видеотон»            | НБИ                   | 0         | 0         | MK                 | -                  | -                  | ЛЧ+ЛЕ                 | 1+0                   | 0                     | СУ                  | 0                   | 0                   | 1     | 0     |       |
| Всего за «Видеотон»   | Всего за «Видеотон»   | Всего за «Видеотон»   | 0         | 0         |                    | 4                  | 2                  |                       | 1                     | 0                     |                     | 0                   | 0                   | 5     | 2     |       |
| 2015-16               | «Целье»               | Л                     | 19        | 4         | КС                 | 4                  | 1                  | ЛЄ                    | -                     | -                     | -                   | -                   | -                   | 23    | 5     |       |
| 2016-17               | «Кальяри»             | A                     | 1         | 0         | КІ                 | 0                  | 0                  |                       | -                     | -                     | -                   | -                   | -                   | 1     | 0     |       |
| 2016-17               | «Беневенто»           | B                     | 16        | 1         | КІ                 | -                  | -                  |                       | -                     | -                     | -                   | -                   | -                   | 16    | 1     |       |
| Всего за карьеру      | Всего за карьеру      | Всего за карьеру      | 87        | 10        |                    | 8                  | 3                  |                       | 2                     | 0                     |                     | 0                   | 0                   | 97    | 13    |       |